# Цитоспороз
Цитоспороз — некрозно-раковое грибное заболевание, вызывающее усыхание плодовых и лесных древесных пород. Вызывается грибами из рода Cytospora.

## Развитие и симптомы поражения цитоспорозом
Цитоспорозом поражаются деревья и кустарники семечковых пород, ослабленные в результате подмерзания, засухи, солнечных ожогов, несвоевременной обрезки и т. д. Цитоспороз вызывает засыхание отдельных участков коры, затем наступает гибель отдельных ветвей и целых деревьев. На поражённых участках кора приобретает красновато-коричневый цвет. При попытке оделить её от древесины она не отслаивается, а размочаливается. На всей поверхности поражённой коры видны мелкие чёрные бугорки (пикниды) со скоплениями спор гриба.

## Меры защиты
Профилактические мероприятия: повышение зимостойкости деревьев и их сопротивляемости заболеванию. Побелка поздней осенью штамбов и основных ветвей известью. Защита растений от механических повреждений. Своевременная и правильная обрезка деревьев с удалением повреждённых ветвей.
Лечебные мероприятия: вырезка острым ножом поражённых участков коры до древесины, дезинфекция ран 1-2%-ным раствором медного купороса или железного купороса и замазка их садовым варом.